# Formatie van Le Roux
De Formatie van Le Roux is een serie gesteentelagen uit het Devoon in de ondergrond van België. Deze formatie bestaat uit al dan niet zandige kalksteen, schalie en dolomiet. De Formatie van Le Roux komt aan het oppervlak in de provincies Namen en Luik. Ze is genoemd naar het dorp Le Roux in de provincie Namen, nabij de grens met Henegouwen en ongeveer 50 km ten oosten van Charleroi.

## Beschrijving
De Formatie van Le Roux bestaat uit verschillende delen. De basis wordt gevormd door een afwisseling van schalie (schiefer) met kleirijke, zandige siltsteen. In deze siliciklastrijke lagen komen op sommige plekken ook mica's voor. Daarboven volgt een pakket grijsgroene of rossige dolomiet met lagen zandige of siltige kalksteen. Het bovenste deel van de formatie bestaat uit donkere micriet (fijne kalksteen) met dunne niveaus van schalie en dolomiet. De micriet bevat veel fossielen.
De terrigene sedimenten van de Formatie van Le Roux wijzen op een regressie van de zee ten tijde van het Givetiaan.

## Verspreiding en stratigrafie
De Formatie van Le Roux komt voor in de zuidelijke flank van het Synclinorium van Namen en de noordelijke flank van het Synclinorium van Dinant. Ze is ook te vinden in het Synclinorium van Verviers en het Vesderdekblad in het oosten van België. Het Devoon is in al deze gebieden sterk geplooid. De formaties in de flanken van plooien vormen langgerekte banden in het landschap. De Formatie van Le Roux ligt vrijwel overal in het verspreidingsgebied bovenop de kalksteen van de Formatie van Névremont. Ze wordt afgedekt door de schistige kalksteen van de Formatie van Presles. In het oosten van de provincie Luik, in het Synclinorium van Verviers, ontbreekt de laatste formatie en ligt de Formatie van Le Roux direct onder de kalksteen van Lustin.
De Formatie van Le Roux is naar het oosten toe dikker. Ten westen van de Maas wigt ze uit tussen de Formatie van Aisemont en de Formatie van Lustin, en komt verder naar het westen niet meer voor. Het stratotype bevindt zich bij Aisemont, in de zuidelijke flank van het Synclinorium van Namen. In dat gebied is de formatie ongeveer 30 meter dik. Ze kan in het Massief van de Vesder een dikte van rond de 80 meter bereiken.
Hoewel de formatie relatief arm is aan gidsfossielen, bevindt ze zich hoger in de stratigrafische kolom dan het eerste voorkomen van de conodont Icriodus latecarinatus in het bovenste deel van de Formatie van Névremont. Dit plaatst de formatie in het bovenste deel van de etage Givetiaan, wat op een ouderdom van 382 tot 384 miljoen jaar duidt.